# Médaille commémorative de l'expédition de Chine (1901)
Pour les articles homonymes, voir Médaille commémorative de l'expédition de Chine.
La médaille commémorative de l'expédition de Chine (1901) récompensait les officiers, marins et soldats ayant pris part à l’expédition française de Chine contre les Boxers, en 1900 - 1901, ainsi que les Français qui, à titre civil, prirent part à la défense des légations de Pékin.

## Historique et modalités d'attribution
À la mi-mai 1900, un soulèvement s’étendant à toute la Chine du Nord menaça les intérêts des nations ayant établi des concessions (légations) dans les grandes villes et obtenu des territoires à bail dans l’empire de Chine.
Cette hostilité contre ces puissances, fut principalement animé par une société secrète, nationaliste et xénophobe, appelée « le poing de la concorde et de la justice », d’où le nom anglais de « Boxers » donné à ses membres.
Pour secourir les légations de Pékin assiégées et mater la révolte dans les provinces, il fut décidé par huit états (Allemagne, Autriche, États-Unis, France, Grande-Bretagne, Italie, Japon et Russie) de constituer une armée internationale de 150 000 hommes placés sous le commandement suprême du feld-maréchal allemand comte Alfred von Waldersee.
Le 14 août 1900, les troupes Russes du corps expéditionnaire international pénétraient dans Pékin. Ce conflit, auquel 18 000 soldats français avaient participé, se terminait par des négociations aboutissant à la signature, le 7 septembre 1901, d’un traité de paix avec la Chine.
L’empereur d’Allemagne Guillaume II, proposa aux diverses puissances la création d’une médaille commémorative commune pour cette campagne de Chine, mais cette idée échoua par suite de l’opposition de la France et de la Grande-Bretagne.
Les huit nations participantes, à l’exception de l’Autriche, créèrent chacune leur propre médaille. Ainsi, ce fut par la loi du 15 avril 1902 que la France institua la médaille commémorative de Chine, attribuée à plus de 34 500 titulaires. Elle était décernée par le président de la République, sur proposition des ministres de la Guerre, de la Marine et des Affaires étrangères, et remise avec un diplôme.

## Caractéristiques
Largeur de 36 mm.
- Ruban : Ce ruban, identique à celui de la Médaille commémorative du Tonkin, est jaune coupé par quatre raies verticales vertes de 4 mm.
- Agrafe : Une agrafe de style oriental en argent ou métal argenté avec l’inscription :  1900  CHINE  1901.